# Giovanni De Sanctis
| 2461 Clavel           | 5 marzo 1981     |
| 2765 Dinant           | 4 marzo 1981     |
| 2788 Andenne          | 1º marzo 1981    |
| 2958 Arpetito         | 28 febbraio 1981 |
| 3016 Meuse            | 1º marzo 1981    |
| 3121 Tamines          | 2 marzo 1981     |
| 3235 Melchior         | 6 marzo 1981     |
| 3268 De Sanctis       | 26 febbraio 1981 |
| 3308 Ferreri          | 1º marzo 1981    |
| 3610 Decampos         | 5 marzo 1981     |
| 3740 Menge            | 1º marzo 1981    |
| 4192 Breysacher       | 28 febbraio 1981 |
| 4931 Tomsk            | 11 febbraio 1983 |
| 4993 Cossard          | 11 aprile 1983   |
| 5248 Scardia          | 6 aprile 1983    |
| 5365 Fievez           | 7 marzo 1981     |
| 5388 Mottola          | 5 marzo 1981     |
| 6168 Isnello          | 5 marzo 1981     |
| 6364 Casarini         | 5 marzo 1981     |
| 6509 Giovannipratesi  | 12 febbraio 1983 |
| 7156 Flaviofusipecci  | 4 marzo 1981     |
| 7233 Majella          | 7 marzo 1986     |
| 7515 Marrucino        | 5 marzo 1986     |
| 7916 Gigiproietti     | 1º marzo 1981    |
| 7922 Violalaurenti    | 12 febbraio 1983 |
| 8453 Flaviataldini    | 1º marzo 1981    |
| 8454 Micheleferrero   | 5 marzo 1981     |
| 9278 Matera           | 7 marzo 1981     |
| 9523 Torino           | 5 marzo 1981     |
| 9722 Levi-Montalcini  | 4 marzo 1981     |
| 12987 Racalmuto       | 5 marzo 1981     |
| 16368 Città di Alba   | 28 febbraio 1981 |
| 16372 Demichele       | 7 marzo 1981     |
| 17357 Lucataliano     | 23 agosto 1978   |
| 17403 Masciarelli     | 6 marzo 1986     |
| 26800 Gualtierotrucco | 6 marzo 1981     |
| 52242 Michelemaoret   | 3 marzo 1981     |
| 69245 Persiceto       | 1º marzo 1981    |

Giovanni De Sanctis (San Martino sulla Marrucina, 1949) è un astronomo italiano.
Il Minor Planet Center gli accredita le scoperte di quarantadue asteroidi, effettuate tra il 1978 e il 1986, in parte in collaborazione con altri astronomi: Henri Debehogne, Giuseppe Massone e Vincenzo Zappalà.
Il suo nome è a volte scritto DeSanctis, soprattutto nelle circolari del Minor Planet Center.
Gli è stato dedicato l'asteroide 3268 De Sanctis.